# Fantasy (rete televisiva)
Fantasy (precedentemente Zone Fantasy) è stato un canale televisivo tematico specializzato in serie di avventura e film horror. È stato sostituito il 6 settembre 2011 da Horror Channel.

## Il canale
Fantasy trasmetteva 24 ore su 24 ed era compreso nel channel pack "Serie TV e Intrattenimento" di Sky al canale 134. Era subentrato il 15 maggio 2006 a Canale 132, che il 1º gennaio dello stesso anno aveva rimpiazzato Duel TV.
Il canale era pensato per le persone che amano il genere horror, ma anche per coloro che sono in cerca di avventure leggendarie e per tutti gli appassionati di fantascienza.
Il quartier generale dove veniva "prodotto" il canale, si trova a Londra, insieme alle altre reti tematiche di Chello Zone.

## Manifestazioni cinematografiche
Dal 2008, Fantasy era partner ufficiale del festival del cinema horror Ravenna Nightmare Film Fest, che si svolge ogni anno ad ottobre.
Inoltre, nel marzo 2010, il canale organizza il primo evento interamente autoprodotto: il 1º Fantasy Horror Award, organizzato nel teatro Mancinelli di Orvieto. La kermesse, della durata di 3 giornate, ha visto la proiezione di svariate pellicole horror e la visita di alcuni registi del settore.

## Palinsesto
Trasmetteva telefilm come Sheena, Relic Hunter, Highlander, The Hunger, Adventure, inc, F/X, Ai confini della realtà, Total Recall 2070, Farscape, Xena - Principessa guerriera.
Di giorno, Fantasy dava spazio al volto più epico della fantasia con serie, miniserie e film dal sapore leggendario o avventuroso. In serata e di notte, invece, dava spazio al cinema di genere horror o fantascienza. Ogni notte venivano trasmessi film e TV-Movies.
Su Fantasy sono passati anche alcuni TV-Movies horror di produzione italiana. Ad esempio, la serie Houses of Doom - Case Maledette, realizzata sul finire degli anni ottanta e comprendente i film La casa del sortilegio, La casa delle anime erranti, La dolce casa degli orrori e La casa nel tempo. La loro trasmissione fu una vera e propria prima visione in quanto, a causa degli elevati livelli di violenza presenti, questi prodotti non poterono essere trasmessi su Mediaset, che li aveva commissionati tramite Reteitalia. Sempre su questa scia vennero trasmessi anche i 4 film che componevano la serie Alta Tensione, (Il gioko, L'uomo che non voleva morire, Il maestro del terrore, Testimone oculare) tutti diretti da Lamberto Bava sempre sul finire degli anni ottanta.
Inoltre, il canale ha mandato in onda anche classici horror, fantascienza e titoli cult.

## Slogan
Lo slogan che appariva nei cartelli animati prima del 15 maggio era: "C'è un solo posto dove paura, terrore e leggenda si danno appuntamento. Un mondo dal quale una volta entrati, sarà difficile uscire". Gli slogan attuali invece erano "Fantasy: stimola l'immaginazione" e "Tutto un altro mondo".